# Vodanovití
Hydraenidae je čeleď velmi malých vodních brouků, rozšířených po celém světě. Tito brouci jsou většinou 1-3 mm dlouzí (přičemž některé druhy dosahují až 7 mm) s poličkovitými tykadly. Nejsou moc dobrými plavci, spíše se vyskytují ve vegetaci u vody. Převážně jsou fytofágní, pár druhů je saprofágních nebo jsou predátory.

## Podčeledi
- Ochthebiinae
- Hydraeninae